# Lycodes sigmatoides
Lycodes sigmatoides es una especie de pez de la familia de los Zoarcidae en el orden de los perciformes.

## Morfología
Los machos pueden llegar a alcanzar los 56nbsp;cm de longitud total. &.

## Hábitat
Es un pez de mar y de clima polar y demersal que vive entre 32-595 m de profundidad.

## Distribución geográfica
Se encuentra en los mares del Japón y del Ojotsk. y en Corea del Sur.

## Observaciones
Es inofensivo para los humanos. 